# Vipera aspis

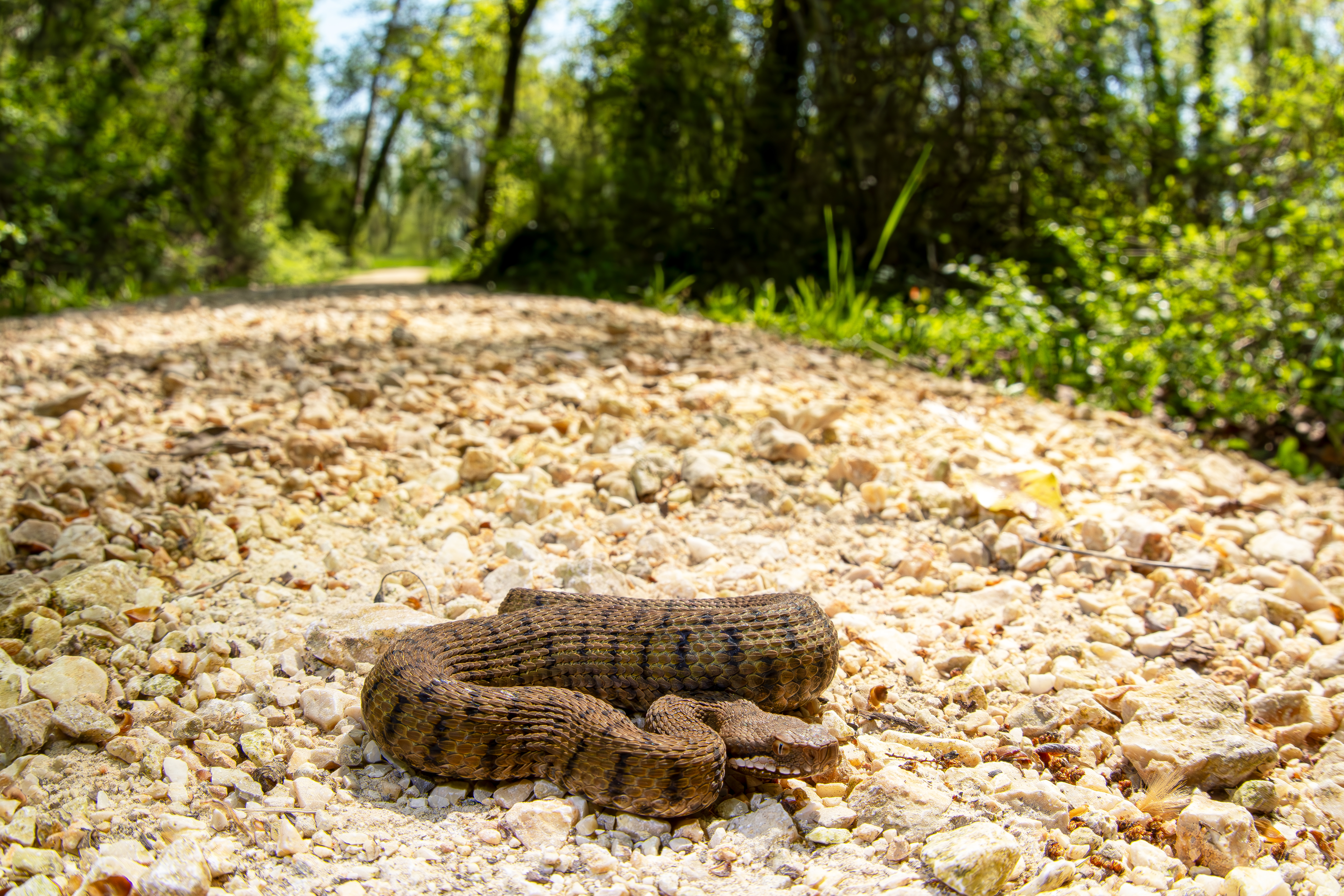
Vipera aspis francisciredi esemplare giovane ripreso in termoregolazione

L'aspide o vipera comune (Vipera aspis (Linnaeus, 1758)) è un serpente della famiglia Viperidae, diffuso in Europa occidentale.

## Descrizione

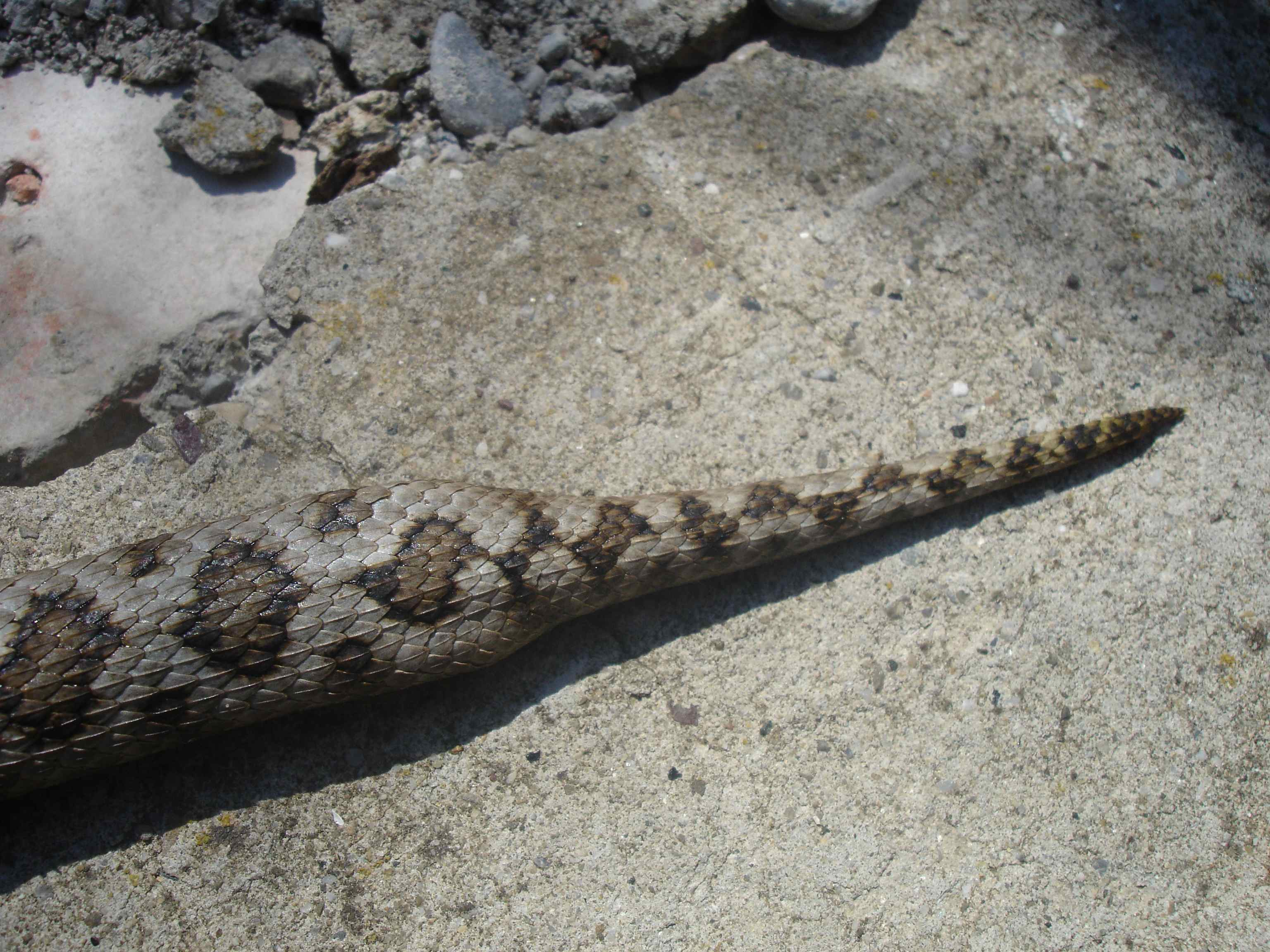
Dettaglio della coda

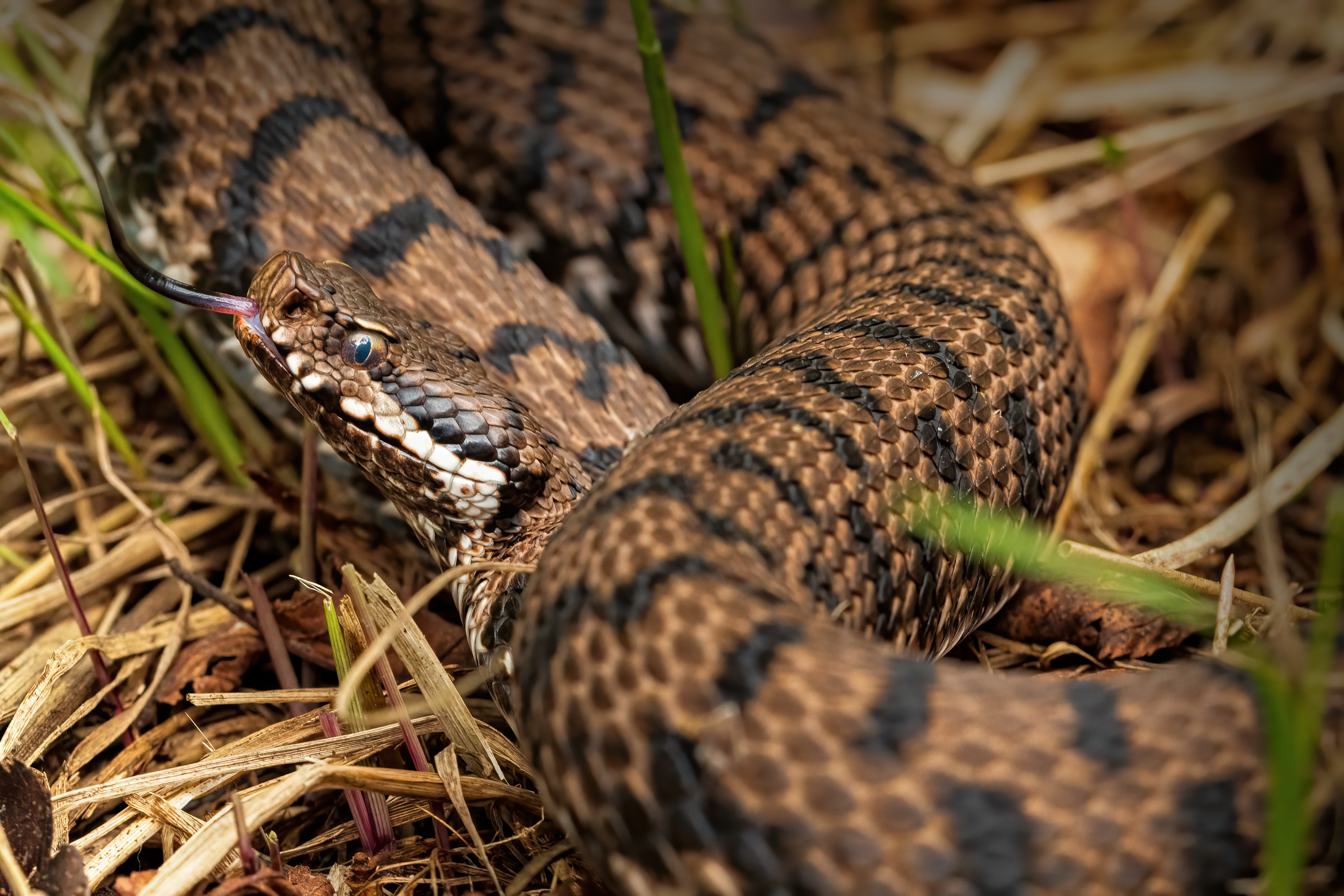
Vipera aspis francisciredi in atteggiamento difensivo

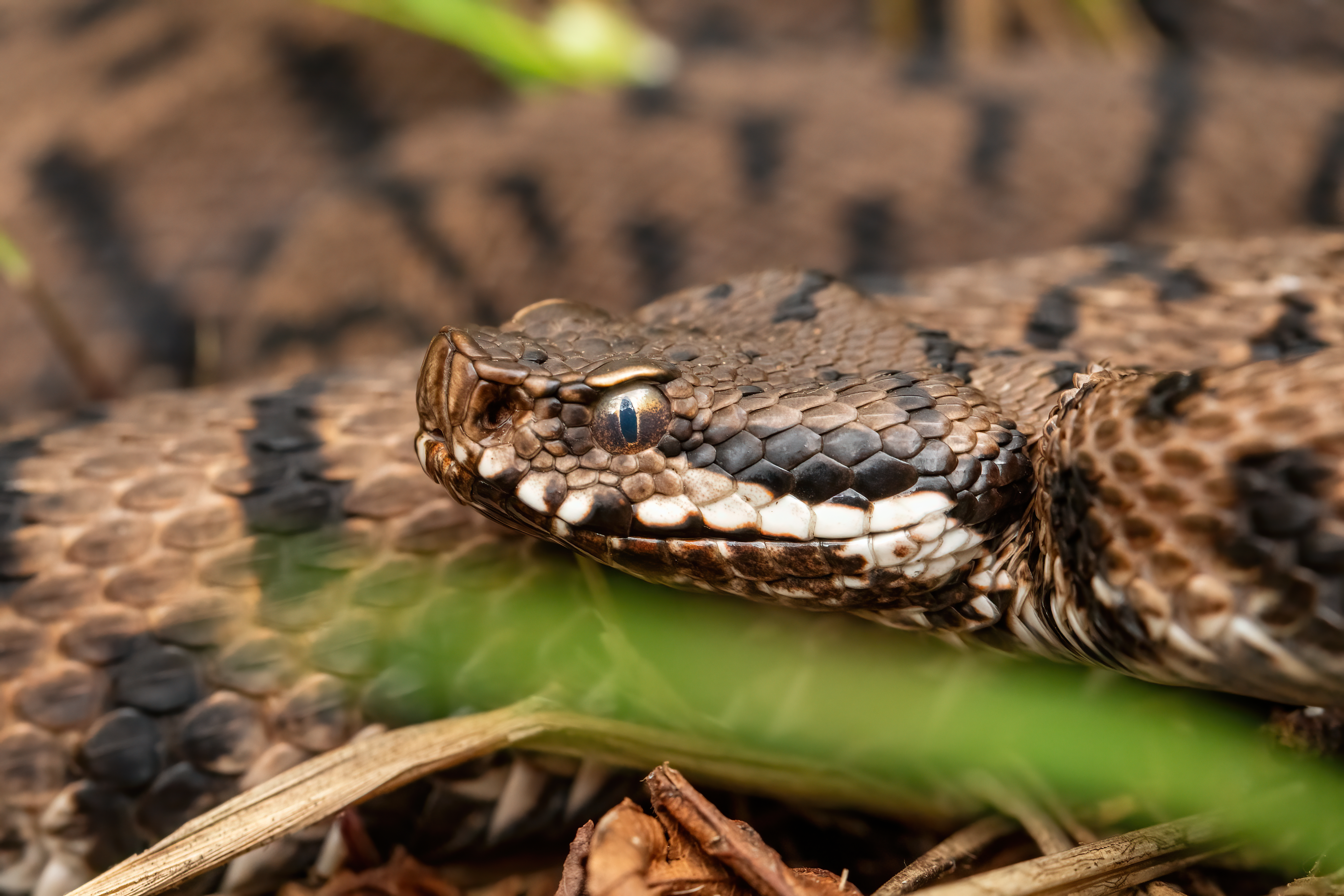
Vipera aspis francisciredi dettaglio del capo

Lunga al massimo 80 cm, presenta testa più o meno distinta dal collo, con l'apice del muso leggermente rivolto all'insù, ed occhi di dimensione media con la pupilla verticale ellittica. La coda è nettamente distinta dal corpo, caratteristica tipica della vipera e che la differenzia, tra le altre cose, dagli innocui colubridi. La colorazione varia a seconda dell'individuo dal nero (raro) alle varie tonalità di marrone, rossiccio e grigio e concede la possibilità al rettile di confondersi nell'ambiente in cui vive. Anche il disegno dorsale cambia da soggetto a soggetto, con strisce a zig-zag, macchiette separate o colorazione quasi uniforme. L'aspetto generale è più tozzo che negli altri serpenti a causa delle piccole dimensioni e della coda molto corta. Il veleno viene prodotto da speciali ghiandole velenifere poste in fondo al palato e inoculato attraverso denti del veleno, cavi al loro interno. Come le altre tre specie di viperidi presenti in Italia Vipera aspis è ovovivipara; nascono da 6 a 8 piccoli di 20 cm, che sono completi e possiedono già ghiandole velenifere. Possono raggiungere anche i vent'anni di vita.

## Distribuzione e habitat
L'areale della specie si estende dai Pirenei alla Foresta Nera alla Sicilia. È il più comune viperide italiano, presente in tutte le regioni ad eccezione della Sardegna, dove è presente la "sosia" Natrix maura, detta biscia viperina.
La Vipera aspis vive in luoghi freschi ed assolati, prediligendo ambienti poveri di vegetazione, prati, pascoli e soprattutto pietraie.

## Biologia
Si ciba di topi, lucertole e piccoli uccelli. Si tratta di un animale territoriale. È goffa, lenta nei movimenti ma in grado di reagire fulmineamente se calpestata o molestata. Il suo veleno è molto attivo nei confronti dei piccoli animali, dal momento che contiene sia neurotossine che emotossine, tuttavia raramente si configura mortale per l’essere umano, pur richiedendo soccorso immediato e provocando effetti anche seri. A rischio sono prevalentemente i soggetti esposti alle reazioni allergiche, quelli emotivi, gli anziani ed i malati affetti da patologie croniche, nonché i bambini.

## Riproduzione
Specie ovovivipara (le uova si sviluppano e schiudono all'interno del corpo della madre, non vengono covate), gli accoppiamenti avvengono tra la fine di marzo e l'inizio di aprile. I piccoli nascono tra agosto e settembre nel numero compreso tra 2 e 12.

## Comportamento
Come tutti i rettili anche la Vipera aspis è un animale a sangue freddo ed è perciò attiva soprattutto quando la temperatura al suolo raggiunge i 25-27 °C.
Per questo motivo durante la stagione invernale effettua una latenza, nascondendosi in anfratti del terreno; in alta quota, in particolare sui Pirenei, il letargo può raggiungere i 7 mesi. Contrariamente alle credenze popolari la vipera non è assolutamente aggressiva; se non viene molestata, non rappresenta un pericolo per l'essere umano, perché, di fronte ad un fattore di disturbo, tende a scappare e a nascondersi.

## Velenosità
Il morso di vipera difficilmente è letale per un essere umano adulto; può invece rappresentare un serio problema per un bambino (a causa della massa corporea limitata) e per le persone con cardiopatie e malattie debilitanti.
Il veleno prodotto da Vipera aspis è potente e ha una LD50 intramuscolare di 1 mg/kg di peso vivo (valore simile a molte specie di cobra), tuttavia la quantità secreta è molto ridotta (circa 8-20 mg) e la dose letale per un essere umano adulto è di 40-100 mg. Non sono inusuali i cosiddetti "dry-bite" o "morsi a secco", non essendo l’essere umano una preda della vipera; inoltre, poiché il veleno è un mezzo fondamentale di caccia e sopravvivenza dell'ofide, la vipera tende a conservarlo. La vipera può regolare la quantità di veleno da iniettare e decidere se utilizzare un dente o entrambi in base alla dimensione della preda. La quantità di veleno inoculata, nel caso di un morso, dipende anche dalla profondità dello stesso e se questo è stato inferto attraverso indumenti, più o meno spessi.
In media ogni anno in Italia si verificano 257 morsi di vipera. Mediamente, uno solo risulta poi mortale, anche a causa delle particolarità o delle condizioni pregresse della vittima, come una massa corporea ridotta nei bambini o una cattiva condizione di salute negli adulti (specialmente nel caso delle cardiopatie).
Nell'essere umano la sintomatologia in caso di morso è caratterizzata da manifestazioni locali e sistemiche.
- Manifestazioni localizzate in prossimità del morso:
  - dolore
  - edema duro progressivo
  - cianosi ed ecchimosi
  - linfangite ed adenopatia
  - i due forellini nel punto del morso non sempre presenti

- Manifestazioni sistemiche:
  - cefalea, nausea, vomito, dolori addominali, agitazione
  - depressione cardiocircolatoria, ipotensione e shock (queste ultime possibili in bambini, persone malate o sensibili al veleno)
  - alterazioni della coagulazione

## Sottospecie
Le sottospecie riconosciute sono le seguenti:
- Vipera aspis aspis (Linnaeus, 1758). È diffusa principalmente in Francia, Germania meridionale, Svizzera e Italia settentrionale.
- Vipera aspis atra (Meisner, 1820). È presente in Svizzera
- Vipera aspis francisciredi (Laurenti, 1768). È presente nell'Italia centro-settentrionale, Svizzera, Slovenia e Croazia.
- Vipera aspis hugyi (Schinz, 1833). Tipica dell'Italia meridionale.
- Vipera aspis zinnikeri (Kramer, 1958). Presente nella regione dei Pirenei (Guascogna, Andorra, Spagna).

## Galleria d'immagini

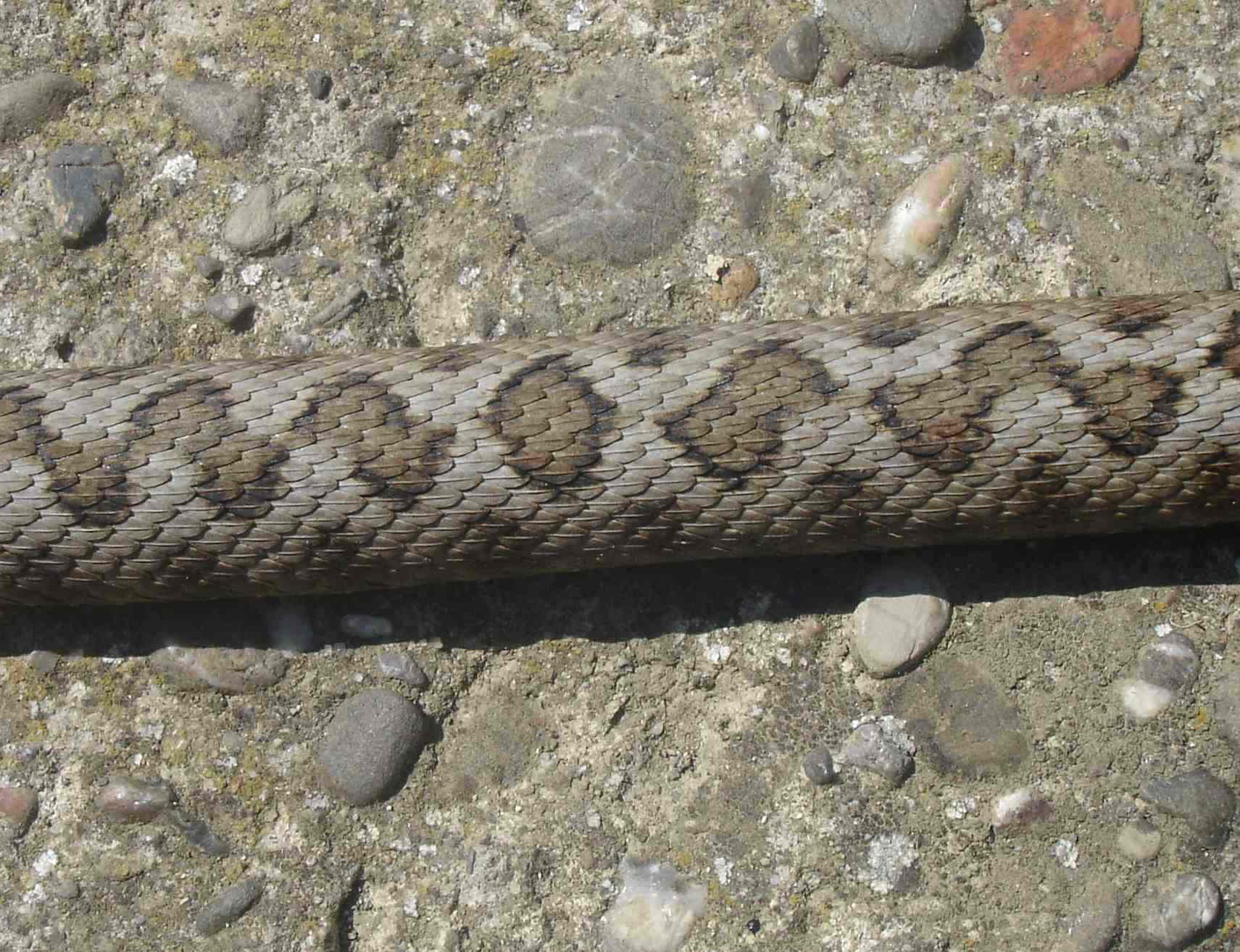
Tipici disegni sulla parte superiore del corpo di Vipera aspis
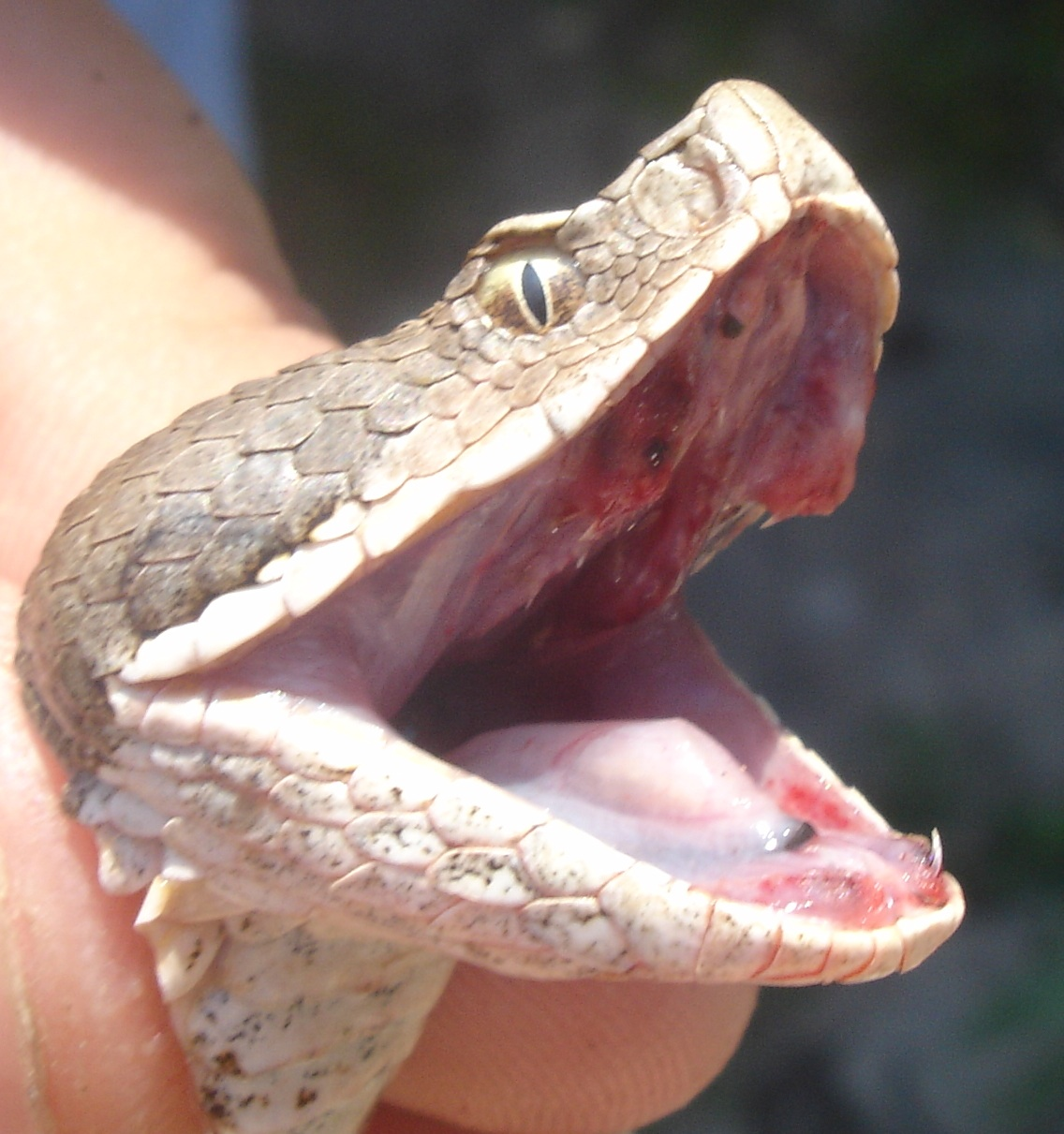
Testa di Vipera aspis, con in evidenza la pupilla verticale
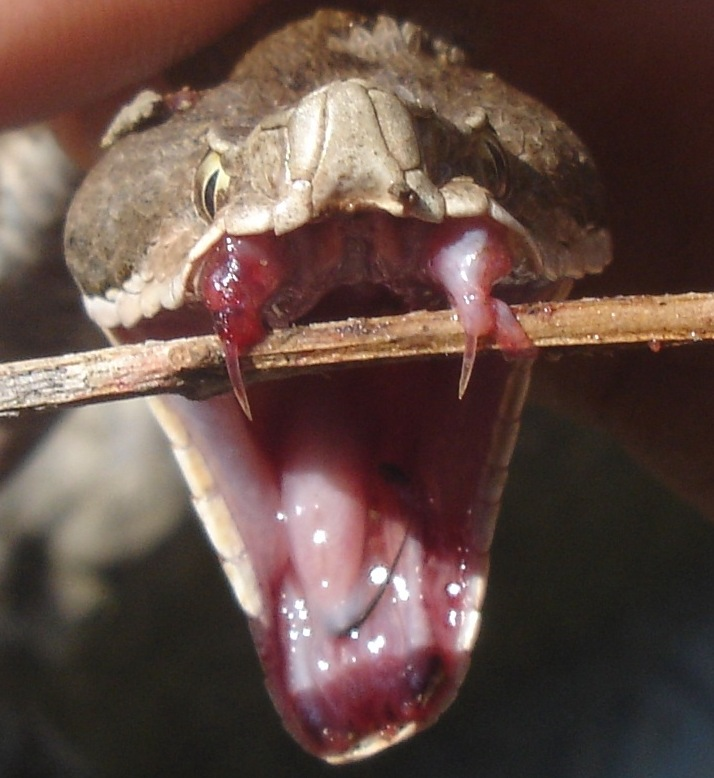
Zanne di Vipera aspis
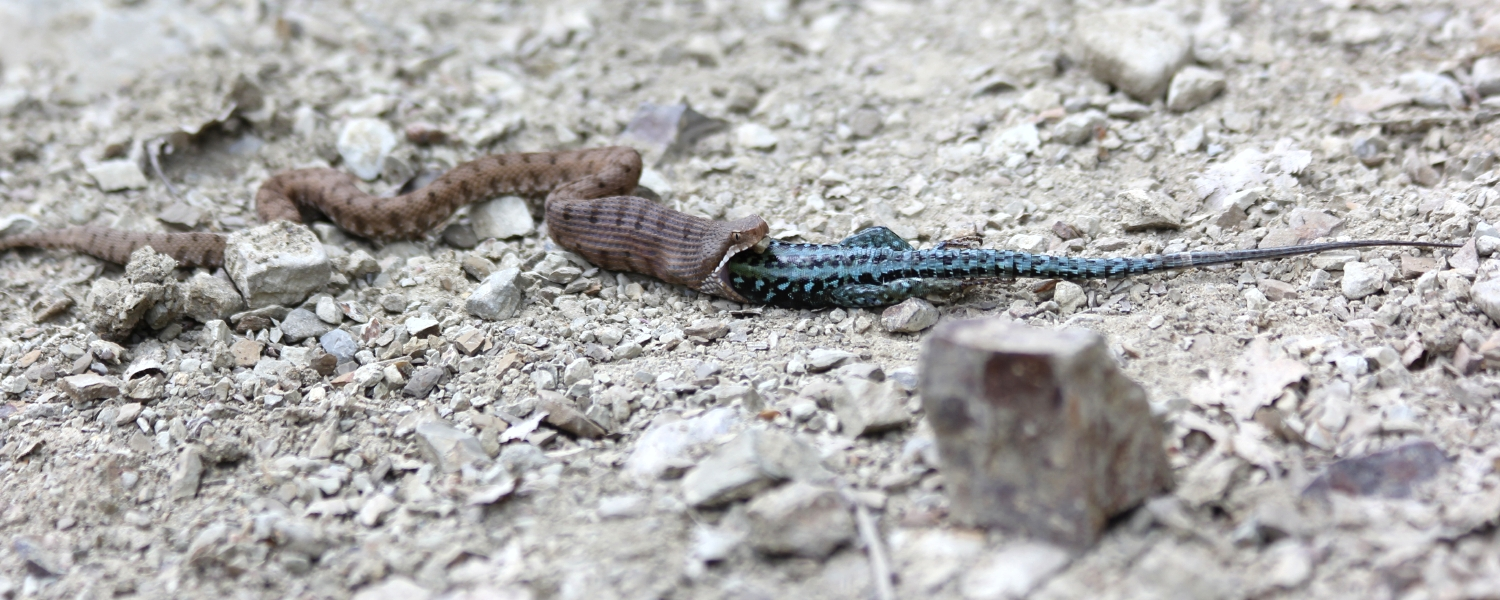
Un aspide mentre mangia una lucertola